# 3144 Brosche
3144 Brosche је астероид главног астероидног појаса са средњом удаљеношћу од Сунца која износи 2,225 астрономских јединица (АЈ).
Апсолутна магнитуда астероида је 13,6.